# Hugo Williams
Hugo Mordaunt Williams (* 20. Februar 1942 in Windsor, Berkshire) ist ein britischer Schriftsteller, der unter anderem 1971 den Cholmondeley Award, 1980 den Geoffrey Faber Memorial Prize, 1999 den T. S. Eliot Prize sowie 2004 die Queen’s Gold Medal for Poetry erhielt.

## Leben
Hugo Mordaunt Williams war das älteste von drei Kindern des Schauspielerehepaars Hugh Williams und dessen zweiter Ehefrau Margaret Vyner (1914–1993). Seine jüngeren Geschwister waren der Schauspieler Simon Williams (* 1946) und die Schauspielerin Polly Williams (1950–2004), die mit Nigel Havers verheiratet war. Er besuchte das renommierte Eton College und arbeitete zwischen 1961 und 1970 für die Zeitschrift The London Magazine. Er war zudem Redakteur für Lyrik für die Wochenzeitung New Statesman.
Mitte der 1960er begann er zudem seine schriftstellerische Arbeit als Dichter. Seine Gedichte befassen sich mit persönlichen Erinnerungen, Kindheit und Sexualität mit einer klaren, aber ironischen Stimme. Als erste Auszeichnung erhielt er für sein 1965 veröffentlichtes Gedichtzyklusdebüt Symptoms of Loss 1966 den Eric Gregory Award, ein von der Society of Authors vergebener Literaturpreis für Dichter unter 30 Jahren. Er wurde ferner 1971 mit dem ebenfalls von Society of Authors verliehenen Cholmondeley Award sowie 1980 mit dem Geoffrey Faber Memorial Prize geehrt. Zu seinen weiteren Gedichtbänden gehören Selected Poems (1989) und Billy’s Rain (1999), für den er 1999 den T. S. Eliot Prize erhielt. Eine Sammlung seiner freiberuflichen Schriften erschien 1995 in der Essaysammlung Freelancing: Adventures of a Poet. 2002 erschien Collected Poems und 2004 wurde er auch mit der Queen’s Gold Medal for Poetry ausgezeichnet. Zu seinen Gedichtzyklen gehörte auch West End Final (2009). Er war zudem als Kolumnist der Literaturzeitschrift The Times Literary Supplement tätig.
Zahlreiche seiner Gedichte erschienen in der Literaturzeitschrift Poetry wie zum Beispiel „Unfinished Poem“, „Waiting to Go On“, „The Fields beneath (St Pancras Old Church)“, „The Song of the Needles“ und „Grand Canyon Suite“.

## Veröffentlichungen

### Lyrik
- Symptoms of loss. Poems, 1965
- All the time in the world, 1966
- Sugar daddy, 1970
- Some sweet day, 1975
- Love-life 1979
- No Particular Place to Go, 1981
- First poems, 1985
- Writing home, 1985
- Selected poems, 1989
- Self-portrait with a slide, 1990
- Dock leaves, 1994
- Freelancing. Adventures of a poet, 1995
- Some R & B and Black Pop (Greville Press Pamphlets), 1998
- Billys Rain, 1999
- All The Time In The World, 2000
- 101 Portraits of Verse, 2001
- Collected Poems, 2002
- Dear Room, 2006
- West end final, 2009

### Anthologien
- London magazine poems, 1961-66, Herausgeber, 1966
- Penguin Modern Poets. Glyn Maxwell, Mick Imlah, Peter Reading, Herausgeber, 1995

## Auszeichnungen
- 1971: Cholmondeley Award
- 1980: Geoffrey Faber Memorial Prize
- 1999: T. S. Eliot Prize
- 2004: Queen’s Gold Medal for Poetry